# Miroslav Žitnjak
Miroslav Žitnjak (ur. 15 września 1967 w Đakovie) – chorwacki piłkarz występujący na pozycji bramkarza. Trener piłkarski.

## Kariera klubowa
Žitnjak karierę rozpoczynał w sezonie 1987/1988 w zespole NK Osijek, grającym w pierwszej lidze jugosłowiańskiej. Od sezonu 1992 występował z zespołem w nowo powstałej pierwszej lidze chorwackiej. W połowie 1992 roku odszedł do NK Zagreb. W sezonie 1993/1994 wywalczył z nim wicemistrzostwo Chorwacji. W 1994 roku wrócił do NK Osijek.
W 1995 roku Žitnjak przeszedł do portugalskiego União Leiria. W 1996/1997 spadł z drużyną z pierwszej ligi do drugiej. W kolejnym awansował z nią jednak z powrotem do pierwszej. W União grał do końca sezonu 1999/2000. Potem wrócił do NK Osijek, a w 2001 roku zakończył tam karierę.

## Kariera reprezentacyjna
W reprezentacji Chorwacji Žitnjak wystąpił jeden raz, 12 lipca 1992 w zremisowanym 0:0 towarzyskim meczu z Australią.